# Forças Armadas do Reino Unido
As Forças Armadas do Reino Unido são conhecidas por Forças Armadas Britânicas ou Forças Armadas de Sua Majestade, sendo o nome oficial Forças Armadas da Coroa. O comandante supremo é o rei do Reino Unido, Carlos III. O Conselho de Segurança do Ministério da Defesa gere.
As forças armadas têm o dever de proteger o Reino Unido e os seus interesses, promovendo a segurança e a estabilidade e mantendo os esforços de manutenção da Paz.

## Características

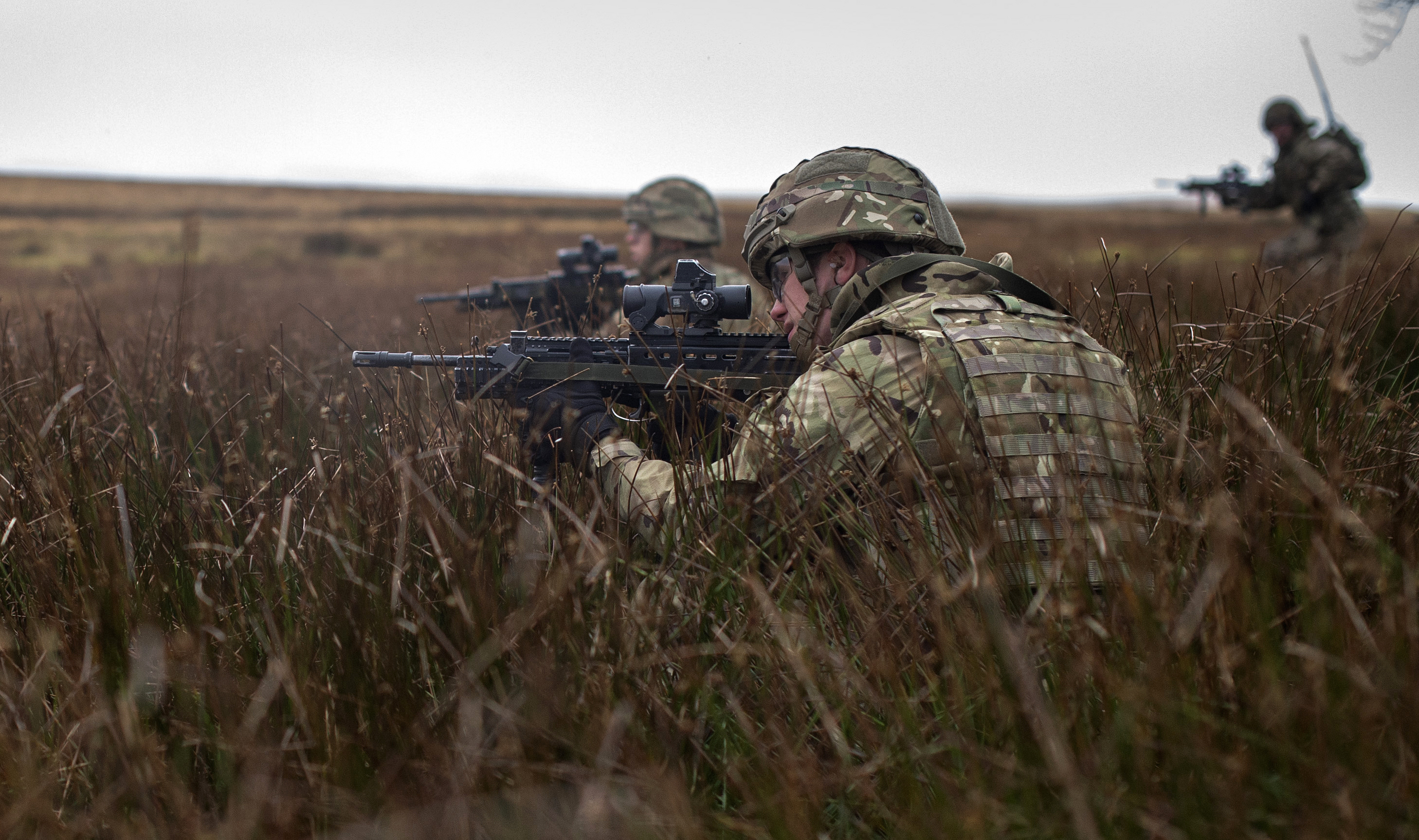
Soldados de infantaria britânicos.

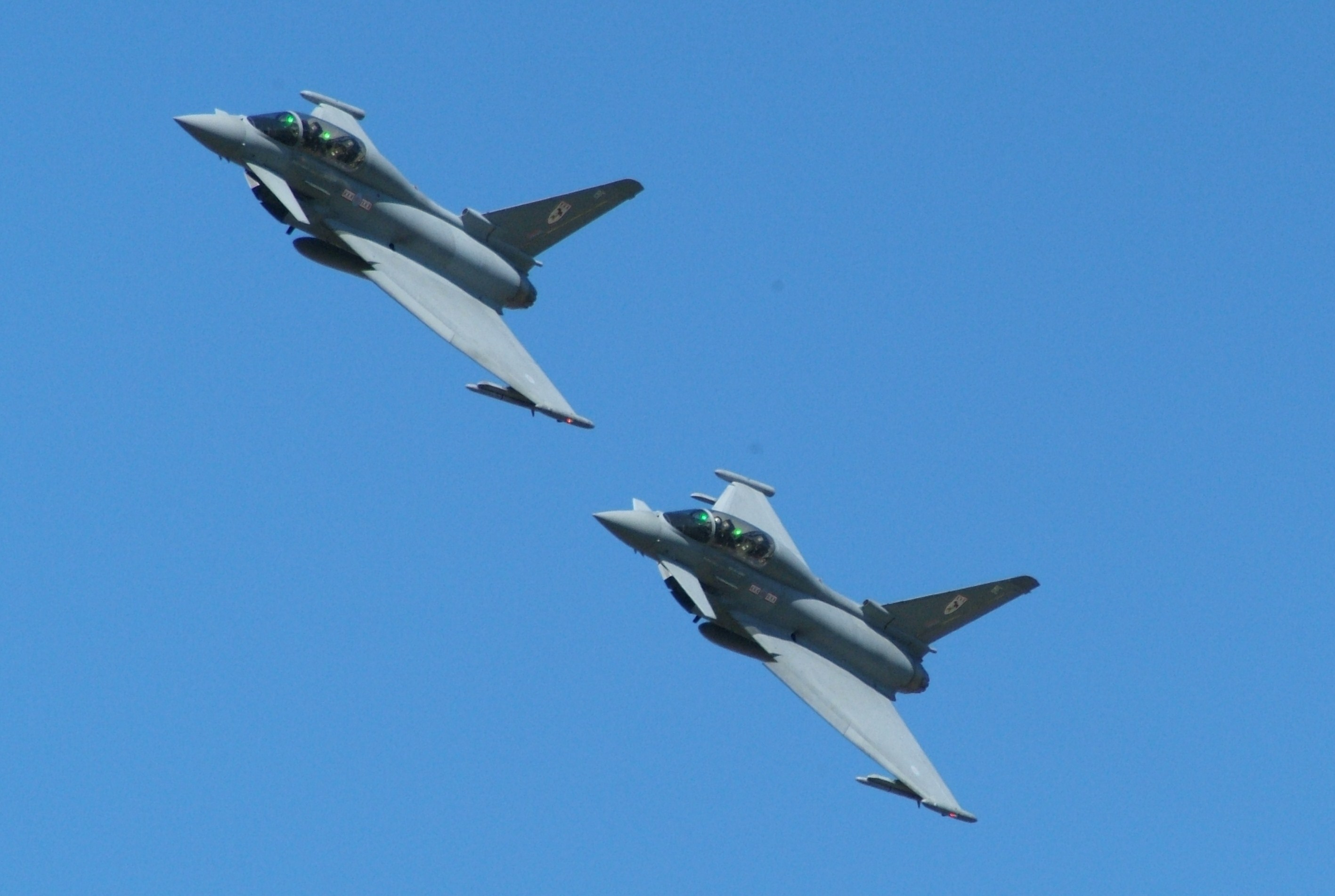
O Eurofighter Typhoon é um avançado super-caça de combate e o segundo mais caro do mundo depois do F-22.

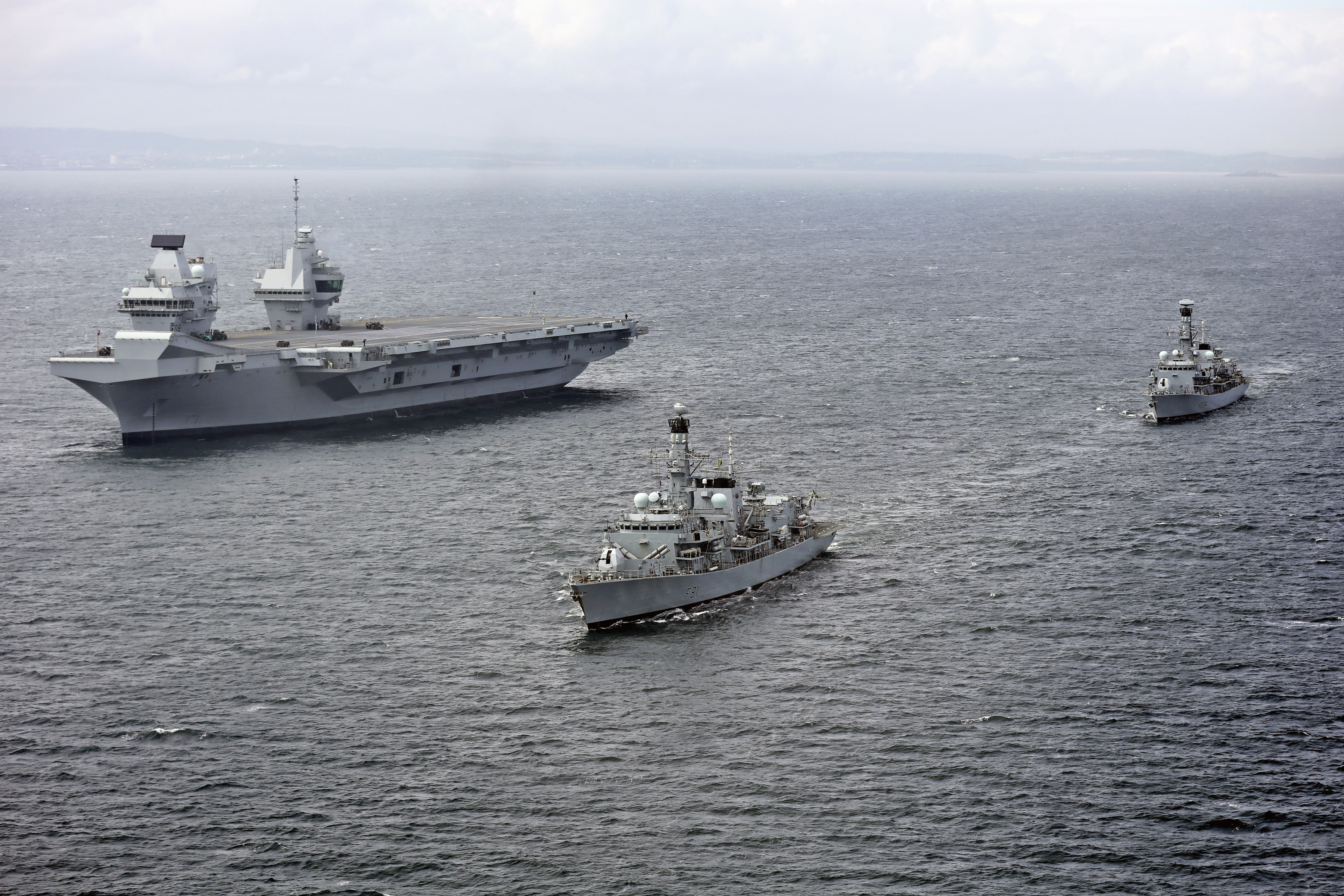
O HMS Queen Elizabeth, o primeiro de sua classe, é o maior porta-aviões já construído para a Royal Navy.

O Reino Unido é membro permanente do Conselho de Segurança das Nações Unidas, membro do G8 e da OTAN. O Reino Unido tem uma "relação especial" com os Estados Unidos. Além dos Estados Unidos e da Europa, os aliados mais próximos do Reino Unido incluem as nações do Commonwealth, a República da Irlanda e outros países que falam inglês. A presença e influência global do Reino Unido é ainda maior devido às suas relações comerciais e às suas forças armadas, que mantêm cerca de oitenta instalações militares e outras operações em todo o mundo.
O Exército, a Marinha e a Força Aérea são coletivamente conhecidos como as forças armadas britânicas (ou Forças Armadas de Sua Majestade) e oficialmente as Forças Armadas da Coroa. O comandante em chefe é o rei, Carlos III, e eles são comandados pelo Ministério da Defesa. As forças armadas são controladas pela Conselho de Defesa, presidido pelo Chefe de Defesa.

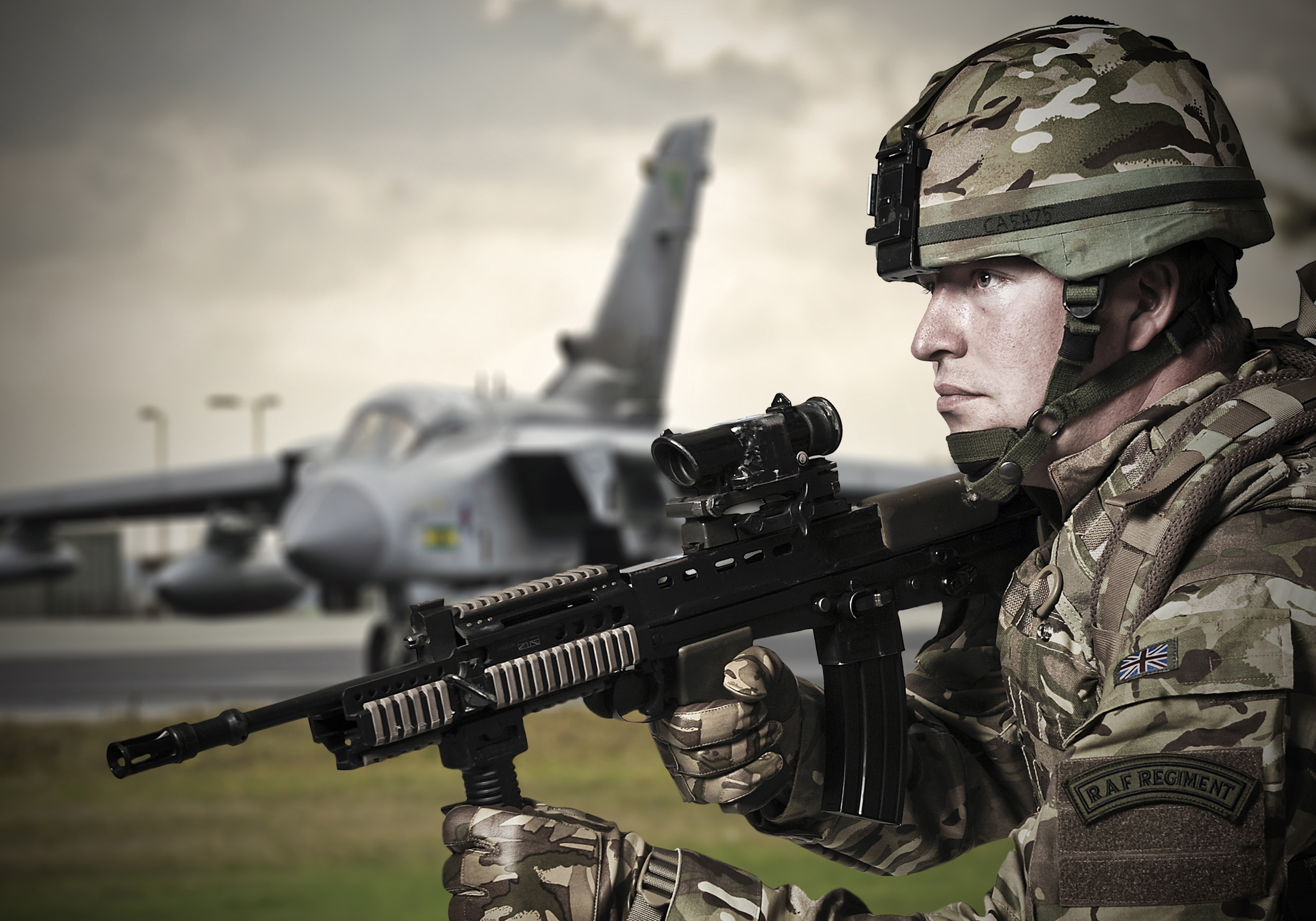
Um militar britânico armado com um fuzil SA80.

O Reino Unido tem uma das forças armadas mais bem treinadas e tecnologicamente avançadas do mundo. De acordo com várias fontes, incluindo o Ministério da Defesa, o Reino Unido possui o segundo maior orçamento em Defesa de todo o mundo, apesar de só ter o 27.° exército, em termos de tropas. O total de despesas da defesa atualmente é responsável por 2,2% do PIB nacional, comparativamente a 4,4% no final da Guerra Fria. Tem o segundo maior gasto militar em ciência, tecnologia e engenharia. A Marinha Real é considerada a única outra marinha de água-azul juntamente com o de França, e os Estados Unidos. As forças armadas britânicas são equipadas com avançados sistemas bélicos, incluindo o tanque Challenger 2 e o jato de guerra Eurofighter Typhoon. O Ministério da Defesa assinou contratos no valor de 3,2 bilhões de libras esterlinas para construir duas novas super-porta-aviões como o Porta-aviões Queen Elizabeth, em 3 de Julho de 2008.
O Reino Unido é um dos cinco países reconhecidos que possuem armas nucleares, e usa o Submarino classe Vanguard com o sistema de mísseis Trident II.
As forças armadas britânicas são responsáveis por proteger o Reino Unido e os seus territórios ultramarinos, promovendo a segurança global dos interesses do Reino Unido, e apoiar os esforços internacionais para a manutenção da paz. É participante ativo da OTAN, e também do Corpo Aliado de Reação Rápida, bem como o Conselho de Defesa das Cinco Potências e de outras operações de coalizão mundial. Guarnições e instalações ultramarinas são mantidas na Ilha de Ascensão, em Belize, em Brunei, no Canadá, em Diego Garcia, nas Ilhas Malvinas, na Alemanha, em Gibraltar, no Quênia e no Chipre.
O exército britânico tinha 102 440 soldados em 2005. A Força Aérea Britânica tem 49 210 soldados e a Marinha Real de 36 320 soldados, incluindo os Marines reais, que fornecem Unidades especializadas em combate anfíbio.
As Forças Especiais do Reino Unido, fornecem tropas treinadas para respostas militares rápidas, em contra-terrorismo, operações terrestres, marítimas e anfíbias, onde muitas vezes sigilo ou táticas secretas são necessárias.
Existem militares na reserva aos militares regulares. Estas incluem o Exército Territorial, a reserva da Marinha Real, Reserva dos Marines e os Auxiliares da Força Aérea. Portanto; o total de militares na ativa e na reserva é de aproximadamente 429 500, espalhados por mais de oitenta países.
Apesar das capacidades militares do Reino Unido, as mais recentes políticas de defesa mostram que "as operações mais exigentes" seriam realizadas como parte de uma coalizão. A intervenção na Serra Leoa, as operações na Bósnia, no Kosovo, no Afeganistão e no Iraque são exemplos dessa declaração. A última guerra na qual os militares britânicos lutaram sozinho foi a guerra das Malvinas em 1982, na qual saíram vitoriosos.